# All Night (chanson de Parov Stelar)
Pour les articles homonymes, voir All Night.
All Night est un single du musicien autrichien Parov Stelar qui fait partie de l'album The Princess sorti en 2012.

## Classement
En 2014, en France, le titre a été classé 46e chanson la plus téléchargée,.
En 2017, la chanson All Night devient en Italie disque de Platine en atteignant les 50 000 ventes.

## Cinéma
La chanson All Night a été utilisée dans la bande originale du film turc İncir Reçeli 2.

## Publicité
En 2013, le titre de Parov Stelar est utilisée pour la campagne de publicité de la marque de vêtements Kiabi.
En 2014, la chanson a été utilisée pour la publicité du parfum de Paco Rabanne Eau My Gold avec le mannequin Hana Jirickova.
En 2017, la chanson a été réutilisée en Italie pour la publicité pour Telecom Italia Mobile,.